# Pastoraltheologie mit Göttinger Predigtmeditationen
Pastoraltheologie. Monatsschrift für Wissenschaft und Praxis in Kirche und Gesellschaft (Pth) und Göttinger Predigtmeditationen (GPM) sind Titel zweier theologischer Zeitschriften im Kombinationsbezug. Seit 1918 wird die Pastoraltheologie vom Verlag Vandenhoeck & Ruprecht in Göttingen verlegt. Seit 1949 erscheinen die (1946 gegründeten) Göttinger Predigtmeditationen als Hefte innerhalb der Monatszeitschrift für Pastoraltheologie (heute Pastoraltheologie). Die Pastoraltheologie erscheint monatlich und feierte im Januar 2011 ihr hundertjähriges Bestehen.

## Geschichte
Das erste Heft der Pastoraltheologie erschien bereits im Herbst 1904, bis 1920/21 wurden die Jahrgänge nach dem Kirchenjahr vom Herbst des einen bis zum Herbst des nächsten Jahres gezählt. Von Mitte 1941 bis Herbst 1948 konnte die Zeitschrift nicht erscheinen, danach wurde einfach die Nummerierung der Jahrgänge nach dem letzten Erscheinen fortgeführt.

## Inhalt
Die Zeitschrift Pastoraltheologie verfolgt die Diskussion auf dem gesamten Gebiet der Praktischen Theologie, nimmt Entwicklungen aus der Praxis auf und will Anstöße für die Gemeindearbeit bieten. Dabei wendet sie sich an alle, die in der kirchlichen Praxis, die Leser sind Pfarrer, Vikare aber auch Studenten der Theologie.
Die Zeitschrift Pastoraltheologie erscheint monatlich, jeden zweiten Monat im Quartal als Göttinger Predigtmeditationen, wobei die Pastoraltheologie auch ohne die Göttinger Predigtmeditationen bezogen werden kann.

## Herausgeber
Herausgeber der Pastoraltheologie sind Alexander Deeg, Lutz Friedrichs, Eberhard Hauschildt, Julia Koll, Ralph Kunz, Ulf Liedke, Harry Oelke, Birte Platow, Maike Schult, Ulrich Schwab, Henrik Simojoki.